# Oecetis hiranyaksa
Oecetis hiranyaksa är en nattsländeart som beskrevs av Schmid 1995. Oecetis hiranyaksa ingår i släktet Oecetis och familjen långhornssländor. Inga underarter finns listade i Catalogue of Life.